# Gare de Morhet
La gare de Morhet est une ancienne gare ferroviaire belge de la ligne 163, de Libramont à Gouvy située au hameau de Morhet-Gare, Morhet étant une section de la commune de Vaux-sur-Sûre, dans la province de Luxembourg en Région wallonne.

## Situation ferroviaire
Établie à 516 m d'altitude, la gare de Morhet était située au point kilométrique (PK) 18,8 de la ligne 163, de Libramont à Saint-Vith entre le point d'arrêt de Rosières et la Gare de Sibret.

## Histoire
La station de Morhet est mise en service le 15 novembre 1869 par la Grande compagnie du Luxembourg lors de l'entrée en fonction de l'embranchement de Bastogne. Un abri pour la lampisterie et le magasin d'approvisionnement est construit en 1882.
Plus tard dégradée au rang de halte, elle est fermée aux voyageurs le 27 mai 1979.
La cour aux marchandises était encore desservie en 1982, lorsque la SNCB décide de sa suppression dans les années à venir. La date de fermeture n'est pas connue.

## Patrimoine ferroviaire
Le bâtiment des recettes, appartenant à un nouveau plan type développé par la Compagnie du Luxembourg pour la ligne de Libramont à Bastogne, sert d'habitation particulière.